# Ercheia niveostrigata
Ercheia niveostrigata là một loài bướm đêm trong họ Noctuidae.